# Olga Urbanowicz
Olga Urbanowicz, z domu Żytomirska (ur. 14 sierpnia 1981 w Zgorzelcu) – polska koszykarka występująca na pozycji silnej skrzydłowej i środkowej.

## Życiorys
Zawodniczka ŁKS Siemens AGD Łódź. Karierę rozpoczęła w Osie Zgorzelec. W 1998 roku przeszła do Ślęzy Wrocław, w której grała przez 4 sezony i zdobyła 2 brązowe medale Mistrzostw Polski. Później grała w Meblotapie Chełm, Cukierkach Brzeg i CCC Polkowice, z którego odeszła w trakcie sezonu 2006/07 do Łódzkiego Klubu Sportowego. Następny sezon spędziła w zespole Dudy Tęczy Leszno. Po roku wróciła do ŁKS. Sezon 2009/10 grała w 1 lidze w drużynie PTK Pabianice, z którym awansowała do ekstraklasy. Pabianice nie wystartowały w rozgrywkach, więc zawodniczka podpisała kontrakt z Widzewem Łódź. W 2011 roku po raz trzeci związała się z ŁKS'em. Jest żoną prezesa męskiej sekcji ŁKS Łódź - Jakuba Urbanowicza.

## Przebieg kariery
- do 1998 – OSA Zgorzelec
- 1998–2002 – Ślęza Wrocław
- 2002-2003 - Meblotap AZS Chełm
- 2003–2004 – Cukierki Odra Brzeg
- 2004–2007 – CCC Polkowice
- 2007 – ŁKS Siemens AGD Łódź
- 2007-2008 - Duda Tęcza Leszno
- 2008–2009 – ŁKS Siemens AGD Łódź
- 2009-2010 - PTK Pabianice (kontynuator tradycji sportowych Włókniarza Pabianice)
- 2010-2011 – Widzew Łódź
- 2011-2012 - ŁKS Siemens AGD Łódź
- 2012-2013 - urlop macierzyński
- 2013-2014 - ŁKS SMS Łódź

## Osiągnięcia
Drużynowe
- 3 brązowe medale Mistrzostw Polski (2001,2002,2005)

Reprezentacja
- Liderka mistrzostw Europy U–16 w zbiórkach (1997)